# 國際安全
國際安全, 或稱作全球安全（英語：International security, global security），是由國家或國際組織為了保證共同的生存及安全而採取的措施。國際組織包括聯合國、歐洲聯盟及北大西洋公約組織。這些措施可以是軍事行動也可以是外交協議，例如是條約和公約。國際及國家安全往往會相提並論。國際安全可理解為放緒於國際舞台上的國家安全。
隨著第二次世界大戰結束，一個關注於國際間的安全問題的新興學科誕生了。開始時，它只是一項獨立的研究，但很快成為國際關係之中的一個分支。 自1950年代開始，國際安全研究就成為了國際關係的核心。它囊括了「安全研究」、「策略研究」、「和平研究」等標籤。
「安全」背後的含意往往被視為一個「尚未有共識」的普遍知識。國際安全的內容在數年之間擴展起來。今時今日，它涵蓋了多種有互有關聯的世界性議題，包括傳統及具爭議的軍事模式、貿易及經濟衝突、能源供應、科學與科技、糧食以及對人類安全的威脅，還有環境退化、傳染性疾病、氣候變化以及非國家行為者。
廣義上的國際安全將所有題目也視為一個安全事項，傳統意義上的國際安全主要關注於或只關注於軍事措施。

## 國際舞台上的安全概念
愛德華·科洛茲耶（Edward Kolodziej）將國際安全與巴別塔比較，羅蘭巴黎（Roland Paris）視之為「旁觀者所視之物」。安全的概念已廣泛地作為「過去五十年對於阻礙公民自由、發動戰爭以及大規模重新分配資源的合理化理由」。
沃爾特·李普曼 視安全為一個國家保護其核心價值的能力，這包括了一個國家能夠避免戰爭同時其核心價值不受犧牲，以及能夠在戰爭中獲勝來維護這些價值。大衛·鮑德溫（David Baldwin）則認為追求安全的同時往往需要犧牲其他價值，例如邊際價值及主要價值。 理查德·烏爾曼（Richard Ullman）提議減少脆弱性即是安全。
阿諾德·沃爾夫斯（Arnold Wolfers）認為「安全」是一個規範用語。它是國家使用的「為了權宜之計——往能接受的目標邁進的合理手段——或合乎道德的，最佳或最不邪惡的行動方針」。有如人們對於危機及威脅有不同的定義，他認為不同的國家對於安全也有著不同的期望。不單是對於外來威脅，還有地理、經濟、生態及政治環境上的不同，不同國家在面對不同級別的威脅。
巴瑞·布贊將國際安全的研究更多地視為對威脅的研究，但也區分為能容忍的威脅以及需要即時作出反應的感脅。他不把安全的概念區分為武力或者和平，而是兩者之間。
國際安全的行動者的概念自1990年代開始擴展至多個不同方向，由國家到群體、個人、國際系統、非謀利組織以及當地政府。

### 多和安全原則
國際安全的傳統做法通常專注於國家行動者以及他們保護國家安全的軍事能力。但是，為了應付21世紀的全球化國際社會、高速的科技發展以及其過程中出現的新的全球威脅，最近數十年對安全的定義已經延伸。這個如此全面的定義是由納耶夫·艾爾-羅德漢提出。他稱「多和安全原則」是基於在一個全球化世界，安全不再是一個單一國家的零和遊戲的假設。相反，國際安全包含五个方面，包括人類的，環境的，國家的，跨國的和跨文化的安全，因此，不論是全球安全還是任何單一國家或文化的安全也必須包含所有層面的善政，確保所有個人、國家及文化通過正義獲得安全才能達至。
這五個方面的每一層面也指向了不同的基礎條件。第一層面指人類安全，一個使安全的指涉对象指向個人而非國家的概念。第二層面指環境安全，包括氣候變化、全球暖化及獲取資源等議題。第三層面指國家安全，定義為國家擁有在領土上使用武力的壟斷性，並強調安全可靠的軍事及警務是安全的基礎。第四層面和跨國罪行、恐怖主義及人口販賣等傳統的威脅有關。最後，跨文化安全是指多元文化的完整性及使用文明的形式解決問題。根據多和安全原則，這五個層面都需要解決才能提供「公正」及「可持續」的全球安全。因此，它主張國家互相合作，也支持不同的文化團體與文明和平地共存。

## 傳統概念上的安全
傳統上的安全範式是指一個現實主義角度所理解的安全，所指的要保持安全的對象就是國家主體。這個定論的普遍性在冷戰時期達到頂峰。在接近半個世紀裡，主要國家將自身的安全依托於多個國家之間國力上的均勢。在這個意義上，各國維護自身國家安全成為了國際穩定的前提。
傳統概念上的安全依賴著無國際政府狀態下權力平衡、美國及蘇聯（兩個超級大國）所建立的大軍以及國家主體的絕對主權。
國家被認為是理性的實體，追求絕對力量成為國家利益及政策的主要驅動。安全被視為防止入侵的保護網，並且在衝突時使用能夠科技及軍事的能力。
當冷戰的緊張局勢退去時，民眾安全明顯受到來自國家內部活動的威脅並出現艱苦的情況，而外來的侵略者也如此。內戰開始變得普及，而且還伴隨著貧窮、疾病、饑荒、暴力及人權上的問題。那些傳統的安全政策在國家安全的名義下，抹殺了底層人民的基本人權。不論國家的組成方式如何，它們也在其首要目標上失敗了。
歷史爭論著怎樣才是實現國家全的最佳方法，托馬斯·霍布斯、馬基雅維利及讓-雅克·盧梭等學者對於國家主權傾向於描繪較為悲觀的境象。國際舞台被視為國家與國家試圖以消耗鄰國的方式來達致自身安全的一個殘暴的競技場。各個國家不斷嘗試利用對方來取得優勢，國際關係被視為一場追求權力的掙紮。從這個角度來看，持久和平是不太可能達致的。國家所能夠做的事只有嘗試平衡他國的力量，盡力阻止任何一方成為霸權。愛德華·霍列特·卡爾及漢斯·摩根索等學者也認同這個看法。
較近期，傳統的以國家為中心的安全概念受到以較整體性考慮的方式的挑戰。那些針對人類安全上的基本威脅而使用的方法產生了具合作性、全面性和集體的措施，旨在確保個人安全，最終也獲得了國家安全的成果。
為了提高對抗恐怖主義以及有組織犯罪，國際間的合作次數有所增多，並促成了跨國警務。國際刑警組織跨國界分享資訊，互聯網的出現以及在全世界即時傳遞文件、相片及影片的能力，也大幅強化了國際間的合作。

### 理論

#### 現實主義

##### 傳統現實主義
在國際關係方面，現實主義一直也是佔主導地位的理論，由古代中國及希臘思想家的軍事理論及著作，孫子及修昔底德是兩個最顯著例子，一直到湯瑪斯·霍布斯、馬基雅維利和讓-雅克·盧梭也是如此。它是現代國際安全研究的根基。二十世紀的傳統現實主義主要被愛德華·哈雷特·卡爾所寫的《二十年危機》區分出來。以國際關係中的無政府狀態以及權力的真空來調整國與國之間的互動是現實主義者在國際策略的鮮明特色。正因為無政府狀態或持續不斷的對抗，國際系統不同於國內系統。現實主義有多個不同的分支，它們的思想基於三個核心的假切：群體主義，利己主義和權力中心主義。按照傳統現實主義者，壞事件發生是因為制定對外政策的人做得不好所致。

##### 新現實主義
1960年代初，現實主義的批評增多，肯尼斯·華茲嘗試透過重新翻譯一些現實主義核心的理念為一個演繹、自上而下的理論框架來復活傳統現實主義，最終被種為新現實主義。《國際政治理論》整合及澄清了許多早期現實主義的理念，描述了國家整體系統的特性是怎樣影響國家互動的方式：『
新現實主義會回答多個問題：為什麼現代國家制度在某些國家企圖統治下仍然堅持著；為什麼大國之間的戰爭重複了幾個世紀；為什麼國家總是發現合作很困難』。此外，這本書還提出了一種更具體的理論：『大國戰爭會趨向多極化（一個由三個或個主要國家塑造而成的國際制度）多於兩極化（一個由兩個超級大國塑造的國際制度）』。
新現實主義的主要理論是權力平衡理論、威脅平衡理論、安全兩難理論、攻守理論理論、霸權穩定理論及權力轉移理論。

#### 自由主義
比起現實主義，自由主義的歷史比較短。但是它由第二次世界大戰開始就是一個杰出的理論。它的概念含有著很多種的意思。自由主義思想可追溯至湯瑪斯·潘恩及伊曼纽尔·康德等18世紀的哲學家，他們認為共和黨的憲法可以製造和平。康德提出的《論永久和平》可以說是現代自由主義的開始點。

##### 經濟自由主義
經濟自由主義認為國家之間的經濟上的開放和獨立比起隔離的國家擁有更多的和平。埃里克·加茲克（Eric Gartzke）的著書表示經濟自由比起外交對造成和平有50倍效率 。全球化一直以來也是經濟自由主義一個重要的題目。

##### 自由制度主義
自由制度主義視國際機構為減少國家之間衝突的一個主要因素。自由制度主義訊為，現實主義者預設的無政府體系不會因為國際機構而消失，但新建立而成的國際環境可以透過制度影響國家之間的行為。不同的政府間國際組織（IGOs）及非政府間國際組織（INGOs）也視為世界和平的貢獻者。
一些人相信這些國際機構會導政新託管關係（neotrusteeship），或後現代帝國主義（postmodern imperialism）。國際機構促使強國、弱國或經歷交戰的國家互相聯繫起來。當一個被瓦解的弱國失去自力恢復的能力，國際機構一般會引導一個較強大的國家對它作出幫助。因為對於弱國或者戰後國家並沒有作出定義的國際安全政策，強國幫助較弱的國家有時候會面對「使命偏離」現象，他們由供應國和援助國轉變為另一升級的任務目標。除此之外，對於國際干預是否幫助弱國或者戰後國家的最好方法仍然是缺乏測試，因而引起一些爭議 。使命偏離的可能性，以及國際干預效率低下，也使國際機構在維持和平的有效性具有爭議。

#### 現實主義與自由主義之間的比較
| 理論基礎           | 理論基礎           | 現實主義（結盟）                     | 自由主義（法律組成的社群）           |
| ------------------ | ------------------ | ------------------------------------ | ------------------------------------ |
| 國際體系的結構     | 國際體系的結構     | 物質的、靜態的、無政府主義、自救體系 | 社會性的、動態的、沒有政府的治理方式 |
| 對安全的概念       | 基本原則           | 累積更大的權力                       | 整合                                 |
|                    | 策略               | 軍事威懾、掌握你的同盟               | 民主化、解決衝突、法冶               |
| 制度特徵           | 作用的範圍         | 僅軍事領域                           | 多個事務領域                         |
|                    | 準則               | 戰略措施                             | 民主治理制度                         |
|                    | 內部權力結構       | 反映了權力分配、很可能是霸權主義     | 對稱的、高度相互依賴                 |
|                    | 決策方式           | 統治者的意志佔上風                   | 合法制度下的民主                     |
| 體系與其環境的關係 | 體系與其環境的關係 | 分離、視之為威脅                     | 作為會予以留意的模範、對合作開放     |

#### 建構主義
自從於1980年代建立以來，建構主義已成為一個在國際安全研究上有影響力的方法。「它不全然是國際關係或安全上的理論，而更多是一個影響我們怎樣處理安全研究的一個更廣泛的社會理論」。建構主義認為安全是一個社會建設。他們強調社會、文化及歷史性因素的重要性，促使不同的行動者以不同的方式解讀相類似的事件。

## 人類安全
人類安全與傳統的安全概念有所區別，它主張人民及社區的安全，而非軍事威脅上的安全。它的概念由僅僅存在（生存）延伸至人類的福祉與尊嚴。人類安全是一個關於國際安全上的做法的新興思想流派。它沒有一個單一的定義，從狹義地理解為預防暴力，到廣義地同時主張發展、人權及傳統安全。批評者聲稱它涵蓋層面太廣，幾乎是所有事物，以致難以作為一個研究的焦點。同時也有一些批評指它挑戰了國家主權的作用。
人類安全對傳統以國家為中心的安全概念作出批判，並提倡一個替代的思想 。實質上，它主張個人才是恰當的安全指涉對象，而國家的行政應該反映這個理念，而非將以單方面的軍事行動保護國界作為最首要的關注事項。它的正當理由是，傳統的安全概念不再適用或有效率地在高度相互聯繫和相互依存的現代國際社會中運行，以及國家之間的襲擊及戰爭等傳統安全威脅已被貧窮、環境退化和恐怖主義等新威脅取而代之。進一步說，現時的國際體系過於相互聯繫，以至於國家無法維持孤立主義國際政策。所以它主張一個能家最好通過確保他人的安全來維護國家自身及公民的安全。另外也需要指出，國家無法在缺乏傳統概念上的安全下確保人類安全。
| 安全的類型 | 涉指對象 | 責任       | 威脅                                           |
| ---------- | -------- | ---------- | ---------------------------------------------- |
| 傳統概念   | 國家主權 | 國家完整性 | 跨國戰爭，核擴散, 政權革命, 國內衝突           |
| 人類       | 個人     | 人類完整性 | 疾病、貧窮、自然災難、暴力、地雷、人權受到侵犯 |

### 開發計劃署人類安全提案
聯合國開發計劃署在1994年的人類安全提案(HDR) 建議加强人的安全需要：
- 投資於人類發展，而不是武器
- 提倡決策者善用因和平而出現額外收益
- 明确授權联合国促进和维持发展
- 擴大合作發展的概念，從只進行輔助，改進為參與所有流程
- 同意20%的國家預算及20%的外國援助用於人類發展
- 建立一個經濟安全委員會

該報告闡述人類安全的七個組成部分。Tadjbakhsh, S.和A. Chenoy列出以下項目：
| 安全的類型 | 定義                           | 威脅                                                                                                   |
| ---------- | ------------------------------ | --- |
| 經濟安全   | 有保證的基本收入               | 貧窮、失業、債務、收入不足                                                                             |
| 食物安全   | 获得基本食物的物理及經濟途徑   | 饑餓、饑荒、缺乏物理方式獲取基本食物、缺乏經歷方式獲取基本食物                                         |
| 健康安全   | 免受疾病及不健康生活方式的保障 | 缺乏保健服務、新疾病和復發性疾病，包括流行病和大流行病、營養不良、不安全的環境、不安全的生活方式       |
| 環境安全   | 對身體健康的環境               | 環境退變、自然災難、污染及資源枯竭                                                                     |
| 個人安全   | 免受身體暴力的安全             | 來自本國（酷刑）、其他國家（戰爭）、人民團體（種族關係緊張）、個人或幫派（罪行）、產業、職場、交通意外 |
| 社區安全   | 受保護的社區成員會籍           | 來自群體（壓迫行為）、群體之間（種族暴力）、來自主流群體（例如：土著人民的脆弱性）                     |
| 政治安全   | 生活在尊重基本人權的社會       | 政治壓迫，包括酷刑、消失、侵害人權、拘留、監禁                                                         |

## 延伸閱讀
- Tickner, J. Ann. . New York: Cambridge University Press. 2006: 19–41  [2019-09-21]. ISBN 9780511617690. （原始内容存档于2020-08-31）.
- Joni, Seager. . New York: Penguin Books. 2008. ISBN 978-0143114512.

## 外部連結
- The European Union Institute for Security Studies（页面存档备份，存于）
- Evolution in international security through the United Nations: The presentation of the Eurocorps-Foreign Legion concept at the European Parliament[永久]
- Center on Conflict, Development and Peacebuilding, Graduate Institute of International and Development Studies
- Center for International Security Studies （页面存档备份，存于）
- Centre for International Studies (Security|IR)
- Stockholm International Peace Research Institute's research on regional and global security